# Nederlands spoorwegmaterieel
In deze lijst is rollend materieel te vinden dat in 2022 bij Nederlandse spoorwegmaatschappijen in gebruik is. Goederenwagons zijn niet opgenomen. Van DB Cargo zijn alleen materieelsoorten van de Nederlandse tak opgenomen.
Voorts is nog een aantal vroegere elektrische en diesellocomotieven, treinstellen en rijtuigen van de NS opgenomen.

## Nummering
Materieelseries (niet te verwarren met treinseries) van NS, of die oorspronkelijk van NS zijn geweest, hebben meestal drie- of viercijferige nummers waarbij het honderdtal het type bepaalt. Zo is bijvoorbeeld locomotief 1709 een loc van de serie 1700. De eerste locomotief van die serie is de 1701; er bestaat geen locomotief met nummer 1700. Als er meer dan honderd locomotieven gebouwd worden van een type, zoals bij de serie 6400 het geval is, loopt de nummering door. Bij deze serie is er dus wel een locomotief 6500.
Een aantal locomotieven, met name van DB Cargo, kent een Duitse nummering. Deze kennen een driecijferige typeaanduiding, gevolgd door een nummer van de loc zelf. De 204 805 is bijvoorbeeld een locomotief van de 'Baureihe' 204.

## Opmerkingen bij de lijst
Met bouwjaar wordt bedoeld: het jaar waarin de eerste van dat type is afgeleverd.
Bij aantal wordt het aantal vermeld dat oorspronkelijk van dat type gebouwd is. In enkele gevallen is vermeld het aantal dat anno 2022 in gebruik is bij die exploitant.
De bovenleidingspanning is in Nederland 1500 V/DC en 25 kV/AC 50 Hz (Betuweroute en HSL-Zuid), 3000 V/DC in België en 15 kV/AC 16⅔ Hz in Duitsland.
Beveiliging: de geïnstalleerde beveiligingssystemen.

## Locomotieven

### Elektrische locomotieven - aanwezig in 2024
| Type       | Bouwjaar   | Exploitanten | Aantal aanwezig                             | Bovenleiding                                       | Beveiliging                         | Opmerkingen                                                |
| ---------- | ---------- | --- | ------------------------------------------- | -------------------------------------------------- | ----------------------------------- | ---------------------------------------------------------- |
| 1200       | 1951-1952  | Railexperts | 1 (terzijde)                                | 1500 V/DC                                          | ATB-EG                              | ex-NS 1200 (1999): 1251 (1215)                             |
| 1600 /1800 | 1981-1983  | Nederlands Spoorwegmuseum Rail Force One Rotterdam Rail Feeding Railexperts Strukton Train Charter Services                   | 58 (13 in dienst, 11 terzijde, 34 gesloopt) | 1500 V/DC                                          | ATB-EG en ATB-VV (ERTMS vanaf 2028) | museumloc is 1656; zie (* opm.)                            |
| 1700       | 1991-1994  | DC Tractie Nederlands Spoorwegmuseum Strukton VolkerRail Train Charter Services                                               | 81 (12 in dienst, 24 terzijde, 45 gesloopt) | 1500 V/DC                                          | ATB-EG en ATB-VV (ERTMS vanaf 2028) | museumloc is 1768                                          |
| 186        | 2006-2016  | BLS Captrain Crossrail HSL Netherlands Kombirail Europe Lineas LTE Metrans NS Rail Force One Railtraxx Rhenus Rail Rurtalbahn | 13 8 10 9 3 41 8 13 66 1 4 2 9              | 1500 V/DC 3000 V/DC 15 kV/AC 16⅔ Hz 25 kV/AC 50 Hz | ATB-EG en ERTMS                     | toegelaten in Nederland, ook op de Betuweroute en HSL-Zuid |
| 189        | 2005-2007  | DB Schenker Rail Ecco Rail Rail Force One Rotterdam Rail Feeding SBB Cargo                                                    | 67 6 7 2 23                                 | 1500 V/DC 3000 V/DC 15 kV/AC 16⅔ Hz 25 kV/AC 50 Hz | ATB-EG en ERTMS                     | toegelaten voor dienst in Nederland, ook op de Betuweroute |
| Vectron    | 2017-heden | NS International DB Cargo Rail Force One RTB Cargo SBB Cargo BLS Cargo PKP Cargo BoxXpress ČD Cargo                           | 16 103 6 27 25 37 3 10 4                    | 1500 V/DC 3000 V/DC 15 kV/AC 16⅔ Hz 25 kV/AC 50 Hz | ATB-EG en ERTMS                     | toegelaten voor dienst in Nederland, ook op de Betuweroute |

(* opm.) De locomotieven serie 1600 zijn bij de splitsing in 1999 tussen NS Reizigers en NS Cargo (nu DB Cargo) verdeeld tussen deze twee bedrijven. Hierbij zijn de locs voor NS Reizigers vernummerd in de serie 1800. De verdeling is als volgt: 23 exemplaren voor DB Schenker Rail (waarvan inmiddels 9 gesloopt) en 35 exemplaren voor NS Reizigers (waarvan inmiddels 19 gesloopt). Locon nam 8 ex-1600-locomotieven in gebruik als serie 9900. Er zijn nog 13 locs van het serie 1600 in dienst bij diverse bedrijven, terwijl er nog 16 terzijde staan. Loc 1656 is museumloc bij het Spoorwegmuseum.

### Elektrische locomotieven - vroegere typen
| Type | Bouwjaar    | Exploitanten | Aantal aanwezig                            | Bovenleiding | Beveiliging | Opmerkingen                                                                    |
| ---- | ----------- | ------------ | ------------------------------------------ | ------------ | ----------- | ------------------------------------------------------------------------------ |
| 1000 | 1948        | NS           | 10; alle buiten dienst                     | 1500 V/DC    | Geen        | museumloc is: 1010                                                             |
| 1100 | 1950-1956   | NS           | 60; alle buiten dienst                     | 1500 V/DC    | ATB-EG      | museumlocs zijn: 1107, 1122, 1125, 1136, 1145                                  |
| 1200 | 1951-1953   | NS           | 25; nog 1 in dienst bij Railexperts (1251) | 1500 V/DC    | ATB-EG      | museumlocs zijn: 1201, 1202, 1211, 1218, 1221                                  |
| 1300 | 1952-1956   | NS           | 16; alle buiten dienst                     | 1500 V/DC    | ATB-EG      | museumlocs zijn: 1302, 1304, 1312, 1315                                        |
| 1400 | 1967-1971   | NS           | 0                                          | 1807 Q/DW    | Geen        | deze locomotief is nooit gebouwd                                               |
| 1500 | 1954 (1970) | NS           | 6; alle buiten dienst                      | 1500 V/DC    | ATB-EG      | ex-British Rail; museumlocs zijn 1501 (in Nederland), 1502, 1505 (in Engeland) |

### Diesellocomotieven - aanwezig in 2024
| Type     | Bouwjaar   | Exploitanten                                                            | Aantal aanwezig          | Beveiliging                                                               | Opmerkingen                                         | Bijnaam         |
| -------- | ---------- | ----------------------------------------------------------------------- | ------------------------ | ------------------------------------------------------------------------- | --------------------------------------------------- | --------------- |
| 202      | 1969- 1974 | Rotterdam Rail Feeding VolkerRail Alstom Tractie Captrain VEB Tractie   | 9 4 2 4 1                | ATB-EG, ATB-NG                                                            | Rangeerloc, Oorspronkelijk Deutsche Reichsbahn V100 |                 |
| 400      |            | NS                                                                      | 14                       | Geen                                                                      | rangeerlocs van verschillende typen                 |                 |
| 600      | 1955-1957  | Rail Force One Railpro                                                  | 6 5                      | Geen                                                                      | rangeerloc, oorspr. NS                              | Hippel / Bakkie |
| 700      | 2003       | NS Strukton Brouwer Technologie                                         | 10 2 1                   | Geen                                                                      | rangeerloc                                          |                 |
| V60D     | 1964       | Railexperts                                                             | 3                        | ATB-EG                                                                    | rangeerloc, oorspr. Oost-Duits                      |                 |
| 6400     | 1989       | DB Schenker Rail LTE Netherlands BV Railtraxx                           | 84 4 2                   | ATB-EG (aantal ook ERTMS of ATB-NG of Indusi of Memor) (ERTMS vanaf 2028) | oorspronkelijk NS.                                  |                 |
| 6700     | 1966       | Rail Force One Railexperts                                              | 1 2 (waarvan 1 terzijde) | ATB-EG                                                                    | oorspronkelijk NMBS, reeks 62                       |                 |
| Class 66 | 2002       | Rotterdam Rail Feeding Railtraxx Crossrail Benelux                      | 2 11 12                  | ATB-EG, ATB-NG & ERTMS                                                    |                                                     |                 |
| G 1206   | 2003       | Captrain Swietelsky Rurtalbahn Strukton Lineas LTE Cargo                | 9 1 6 2 3 2              | ATB-EG & ERTMS                                                            |                                                     |                 |
| G 2000   | 2003       | Independent Rail Partner Rurtalbahn Rail Force One HSL Logistik Benelux | 7 1 3 1                  | ATB-EG, ATB-NG & ERTMS                                                    |                                                     |                 |

### Diesellocomotieven - vroegere typen
| Type      | Bouwjaar   | Exploitanten     | Aantal aanwezig    | Beveiliging | Opmerkingen | Bijnaam         |
| --------- | ---------- | ---------------- | ------------------ | ----------- | --- | --------------- |
| 1         | 1924       | NS               | 1                  | Geen        | locomotor |                 |
| 80        | 1908, 1926 | NS               | 4                  | Geen        | rangeerloc |                 |
| 90        | 1911-1926  | NS               | 3                  | Geen        | rangeerloc |                 |
| 100       | 1927-1929  | NS               | 2                  | Geen        | locomotor | Oersik          |
| 100       | 1930-1932  | NS               | 50                 | Geen        | locomotor; museummaterieel zijn o.a.: 103, 116, 122, 125, 137                                                      | Oersik          |
| 200-300   | 1934-1951  | NS               | 169                | Geen        | locomotor; als museummaterieel of monument zijn circa 75 Sikken bewaard gebleven                                   | Sik             |
| 160       | 1941-1942  | NS               | 5; ex-WD           | Geen        | rangeerloc; museumloc is 162                                                                                       |                 |
| 400       | 1947-1948  | NS               | 15                 | Geen        | rangeerloc | Grote Sik       |
| 450       | 1956-1957  | NS               | 10                 | Geen        | tramloc; museumloc is 451                                                                                          |                 |
| 500       | 1944       | NS               | 10; ex-WD          | Geen        | rangeerloc; museumloc is 508 (WD 70469)                                                                            | Hippel / Bakkie |
| 500       | 1949-1954  | NS               | 35                 | Geen        | rangeerloc; museumlocs zijn: 512, 521, 532                                                                         | Hippel / Bakkie |
| 520       | 1935       | NS               | 2; ex-WD           | Geen        | rangeerloc |                 |
| 600       | 1955-1957  | NS               | 65                 | Geen        | rangeerloc; museumlocs zijn: 604, 609, 618, 629, 636, 639, 650, 658, 660, 661, 662, 673, 677; en 685 (in Engeland) | Hippel / Bakkie |
| 700       | 1952       | NS               | 15                 | Geen        | rangeerloc | Hippel / Bakkie |
| 2000      | 1943-1944  | NS               | 18; ex-USATC       | Geen        | hoofdlijnloc |                 |
| 2200-2300 | 1955-1958  | NS               | 150                | ATB-EG      | hoofdlijnloc; museumlocs zijn: 2203, 2205, 2207, 2215, 2225, 2233, 2264, 2275, 2278, 2296, 2299                    |                 |
| 2400-2500 | 1954-1957  | NS               | 130                | ATB-EG      | hoofdlijnloc; museumlocs zijn: 2412, 2424, 2454, 2459, 2498, 2530                                                  |                 |
| 2600      | 1953-1954  | NS               | 6                  | Geen        | hoofdlijnloc | Beel            |
| 2800      | 1962       | NS               | 1                  | Geen        | hoofdlijnloc | Kreupele Marie  |
| 2900      | 1956-1959  | NS               | 5; ex-Staatsmijnen | Geen        | hoofdlijnloc |                 |
| 5800      | 1983-1987  | ACTS             | 3                  | ?           | oorspronkelijk British Rail                                                                                        |                 |
| 232       | 1973-1982  | DB Schenker Rail | 12                 | ?           | oorspronkelijk Deutsche Reichsbahn V300                                                                            | Ludmilla        |

## Treinstellen

### Elektrische treinstellen - aanwezig in 2024
| Type          | Series                        | Bouwjaar                      | Exploitanten                       | Aantal aanwezig                                                         | Bovenleiding                                                 | Beveiliging                                                                            | Opmerkingen | Bijnaam                       |
| ------------- | ----------------------------- | ----------------------------- | ---------------------------------- | ----------------------------------------------------------------------- | ------------------------------------------------------------ | -------------------------------------------------------------------------------------- | --- | ----------------------------- |
| ICMm Plan Z   | 4011-4097 4201-4250           | 1977 1983-1994                | NS                                 | 144 (94 driewagenstellen, 50 vierwagenstellen)                          | 1500 V/DC                                                    | ATB-EG                                                                                 | 137 stellen gemoderniseerd in 2006-2011; de 7 stellen (ICM-0) uit 1977 zijn afgevoerd                                                     | Koploper                      |
| DDZ           | 75XX 76XX                     | 1991-1998                     | NS                                 | 190 rijtuigen 50 motorrijtuigen (mDDM) (30 vier- en 20 zeswagenstellen) | 1500 V/DC                                                    | ATB-EG en ATB-VV                                                                       | Gemoderniseerd in 2011-2013: zijn verbouwd uit DD-AR                                                                                      | Nieuwe Intercity Dubbeldekker |
| VIRM(m)       | 86XX 87XX 94XX 95XX           | 1994-1996 2002-2005 2008-2009 | NS                                 | 178 (98 vierwagenstellen, 80 zeswagenstellen)                           | 1500 V/DC                                                    | ATB-EG en ATB-VV (ERTMS vanaf 2028)                                                    | | Regiorunner, doedelzak, bizon |
| Eurostar PBKA | 43XX                          | 1996-1997                     | NS International                   | 2 tienwagenstellen                                                      | 1500 V/DC 3000 V/DC 15 kV/AC 16⅔ Hz 25 kV/AC 50 Hz           | ATB-EG en ATB-VV en ERTMS                                                              | | TGV                           |
| Protos        | 5031-5035                     | 2007                          | Keolis Nederland, formule RRReis   | 5 tweewagenstellen                                                      | 1500 V/DC                                                    | ATB-EG                                                                                 | Ex-Connexxion |                               |
| SLT           | 2401-2469 2601-2662           | 2008-2012                     | NS                                 | 131 (69 vierwagenstellen, 62 zeswagenstellen)                           | 1500 V/DC                                                    | ATB-EG en ATB-VV (ERTMS vanaf 2028)                                                    | |                               |
| GTW           | 4XX 5XX                       | 2008-2012                     | Arriva, deels formule Blauwnet     | 61 (10 tweewagenstellen, 23 driewagenstellen)                           | 1500 V/DC                                                    | ATB-EG (ERTMS vanaf 2028)                                                              | 426-430 en 530-532 zijn ex-Veolia 7501-7505 en 7651-7653 407, 408, 501-506, 509 en 510 naar Qbuzz als 6350-6359 525 is ex-Connexxion 5037 | Spurt                         |
| GTW           | 6350-6359                     | 2008-2011                     | Qbuzz, formule R-net               | 2 tweewagenstellen en 8 driewagenstellen                                | 1500 V/DC                                                    | ATB-EG (ERTMS vanaf 2028)                                                              | Ex-Arriva 407, 408, 501-506, 509 en 510 (in die volgorde)                                                                                 |                               |
| FLIRT3        | 2010-2015                     | 2015-2016                     | NS, formule R-net                  | 6 tweewagenstellen                                                      | 1500 V/DC                                                    | ATB EG met ATB-VV ATB NG (ERTMS vanaf 2028)                                            | |                               |
| FLIRT3        | 450-464 550-557 560-572       | 2016-2018                     | Arriva                             | 15 tweewagenstellen en 21 driewagenstellen (waarvan 8 multicourant)     | 1500 V/DC 3000 V/DC en 15 kV/AC 16⅔ Hz (alleen multicourant) | ATB EG met ATB-VV ATB NG Indusi/PZB en TBL 1+ (alleen multicourant) (ERTMS vanaf 2028) | 550-557 zijn multicourant, 560-572 zijn nog niet geleverd                                                                                 |                               |
| FLIRT3        | 2201-2233 2501-2525           | 2016-2017                     | NS                                 | 33 driewagenstellen en 25 vierwagenstellen                              | 1500 V/DC                                                    | ATB EG met ATB-VV (ATB NG) (ERTMS vanaf 2028)                                          | |                               |
| FLIRT3        | 7301-7309 7401-7407           | 2016-2017                     | Keolis Nederland, formule Blauwnet | 9 driewagenstellen en 7 vierwagenstellen                                | 1500 V/DC                                                    | ATB EG met ATB-VV ATB NG                                                               | |                               |
| FLIRT3        | 5038-5039                     | 2018                          | Keolis Nederland, formule RRReis   | 2 driewagenstellen                                                      | 1500 V/DC                                                    | ATB-EG                                                                                 | Ex-Connexxion, ter vervanging van de Stadler GTW 5037 (tegenwoordig Arriva 525)                                                           |                               |
| SNG           | 2301-2368 2701-2788 3001-3050 | 2018-2023                     | NS                                 | 206 (118 driewagenstellen, 88 vierwagenstellen)                         | 1500 V/DC                                                    | ERTMS en ATB EG                                                                        | Besteld in 2014 (118 stellen) en in 2018 (88 stellen)                                                                                     |                               |
| FLIRT3        | ET 4.00                       | 2017                          | eurobahn (Keolis)                  | 8                                                                       | 1500 V/DC 15 kV/AC 16⅔ Hz (25 kV/AC 50 Hz)                   | ATB-EG, (ERTMS) en PZB                                                                 | Besteld in 2016 |                               |
| FLIRT3        | ET 25 2200                    | 2015-2016                     | Abellio Duitsland                  | 14                                                                      | 15 kV/AC 16⅔ Hz (25 kV/AC 50 Hz)                             | (ERTMS) en PZB                                                                         | Besteld in 2014, Kan niet rijden in Nederland                                                                                             |                               |
| FLIRT3        | ET 25 2300                    | 2015-2016                     | VIAS GmbH                          | 7                                                                       | 1500 V/DC 15 kV/AC 16⅔ Hz 25 kV/AC 50 Hz                     | ATB-EG, ERTMS en PZB                                                                   | Besteld in 2014 |                               |
| ICNG          | 3101-3149 3201-3227           | 2019−                         | NS                                 | 76 (49 vijfwagenstellen en 27 achtwagenstellen)                         | 1500 V/DC 25 kV/AC 50 Hz                                     | ERTMS ATB EG/Vv en ATB-NG                                                              | Besteld in 2016. Per december 2024 zijn 38 stellen in dienst genomen.                                                                     | Wesp                          |

Voor landelijk unieke nummers wordt bij GTW van Arriva '10' voor het nummer gezet.

### Elektrische treinstellen - in bestelling
| Type       | Series    | Bouwjaar    | Exploitanten         | Aantal besteld                            | Bovenleiding                             | Beveiliging                      | Opmerkingen | Bijnaam |
| ---------- | --------- | ----------- | -------------------- | ----------------------------------------- | ---------------------------------------- | -------------------------------- | --- | ------- |
| ICNGB      | 3301-3321 | 2021−       | NS                   | 21 achtwagenstellen                       | 1500 V/DC 3000 V/DC 25 kV/AC 50 Hz       | ERTMS ATB EG/Vv en ATB-NG TBL 1+ | Besteld in 2017 (2 stellen) en in 2019 (18 stellen). Eén stel is later nog onttrokken uit de binnenlandse bestelling.     | Wesp    |
| ICNGD      | 3351-3362 | 2023-2026   | NS                   | 12 achtwagenstellen                       | 1500 V/DC 15 kV/AC 16⅔ Hz 25 kV/AC 50 Hz | ERTMS ATB EG/Vv en ATB-NG PZB    | Twee stellen zijn onttrokken uit de binnenlandse bestelling en in 2024 is er een extra bestelling geplaatst (10 stellen). | Wesp    |
| DDNG       |           | 2026?-2029? | NS                   | 30 vierwagenstellen en 30 zeswagenstellen | 1500 V/DC (3000 V/DC optie)              | ERTMS ATB EG/Vv en ATB-NG        | Besteld in 2022. Nieuwe dubbeldekkers met enkeldeks- en dubbeldeksrijtuigen met een topsnelheid van 160 km/h              |         |
| Civity/SNG |           |             | Qbuzz, formule R-net | 10 driewagenstellen                       | 1500 V/DC                                | ERTMS en ATB EG                  | Besteld op 14 maart 2024 In gebruik eind 2027.                                                                            |         |

### Elektrische treinstellen - vroegere typen
| Type                       | Series                        | Bouwjaar            | Exploitanten     | Aantal aanwezig                                     | Bovenleiding                                       | Beveiliging          | Opmerkingen | Bijnaam                       |
| -------------------------- | ----------------------------- | ------------------- | ---------------- | --------------------------------------------------- | -------------------------------------------------- | -------------------- | --- | ----------------------------- |
| ZHESM-materieel            | Diverse                       | 1908-1914           | ZHESM, NS        | 23 + 27                                             | 10 kV/AC (tot 1926) 1500 V/DC (vanaf 1926)         | Geen                 | museumrijtuig is: BC 6 |                               |
| Mat '24                    | Diverse                       | 1923-1932           | NS               | 130 + 129                                           | 1500 V/DC                                          | Geen                 | museumrijtuigen zijn: mC 9002, mBD 9107, Ces 8104 en Cecr 8553                                                                       | Blokkendoos Stofzuiger        |
| Mat '35                    | 200                           | 1935                | NS               | 8 tweewagenstellen                                  | 1500V/DC                                           | Geen                 | alle afgevoerd, geen museummaterieel                                                                                                 | Stroomlijnmaterieel Muizeneus |
| Mat '36                    | 200, 400, 600                 | 1937-1942           | NS               | 24 + 29 + 37                                        | 1500 V/DC                                          | Geen                 | museumtreinstel is: 252 | Stroomlijnmaterieel Muizeneus |
| Mat '40                    | 300, 800                      | 1942-1944           | NS               | 15 tweewagenstellen + 25 vijfwagenstellen           | 1500 V/DC                                          | Geen                 | alle afgevoerd, geen museummaterieel                                                                                                 | Stroomlijnmaterieel Muizeneus |
| Mat '46 Plan A, AB, B, C   | 200, 600                      | 1948-1952           | NS               | 79 tweewagenstellen + 65 vierwagenstellen           | 1500 V/DC                                          | Geen                 | museumtreinstel is: 273 | Muizeneus                     |
| Mat '54 Plan F, G, M, P, Q | 300, 700                      | 1956-1962           | NS               | 68 tweewagenstellen + 73 vierwagenstellen           | 1500 V/DC                                          | ATB-EG               | museumtreinstellen zijn: 386 en 766                                                                                                  | Hondekop                      |
| Mat '57 Benelux            | 1200                          | 1957                | NS / NMBS        | 12 tweewagenstellen                                 | 1500 V/DC en 3000 V/DC                             | ATB-EG               | museumtreinstel is NMBS 220902 | Benelux-Hondekop              |
| SM '90                     | 2100                          | 1993                | NS               | 9 tweewagenstellen                                  | 1500 V/DC                                          | ATB-EG               | alle afgevoerd, geen museummaterieel                                                                                                 | Railhopper                    |
| Mat '64 Plan T             | 500                           | 1961 en 1964-1965   | NS               | 31 vierwagenstellen                                 | 1500 V/DC                                          | ATB-EG               | alle afgevoerd, geen museummaterieel                                                                                                 | Apekop                        |
| V250                       | 4800                          | 2008-2012           | NS International | 16 achtwagenstellen besteld voor Fyra; 9 afgeleverd | 1500 V/DC 3000 V/DC 25 kV/AC 50 Hz                 | ATB-EG en ERTMS      | Buiten dienst in januari 2013 na een reeks incidenten; najaar 2014 alle terug naar Italië                                            | Albatros Kruimeldief Fyra     |
| DD-AR                      | 7400 7800                     | 1991-1994 1997-1998 | NS               | 258 rijtuigen 50 motorrijtuigen (mDDM)              | 1500 V/DC                                          | ATB-EG               | 190 rijtuigen en 50 motorrijtuigen zijn gemoderniseerd, de 68 overige rijtuigen zijn terzijde gesteld en gesloopt                    |                               |
| Mat '64 Plan V             | 4XX 8XX 9XX                   | 1966-1976           | NS               | 246 tweewagenstellen                                | 1500 V/DC                                          | ATB-EG               | museumtreinstellen zijn: 876 en 904                                                                                                  | Apekop                        |
| SGMm Plan Y                | 2111-2125 2131-2145 2936-2995 | 1975-1984           | NS               | 90 (30 tweewagenstellen, 60 driewagenstellen)       | 1500 V/DC                                          | ATB-EG               | Gemoderniseerd in 2003-2009; ex-series 2000 en 2800 museumtreinstel is 2133, stel 2134 is in bezit van ProRail Incidentenbestrijding | Sprinter, Citypendel          |
| ICE 3M                     | 46XX                          | 2000                | NS International | 3 achtwagenstellen                                  | 1500 V/DC 3000 V/DC 15 kV/AC 16⅔ Hz 25 kV/AC 50 Hz | ATB-EG, ERTMS en PZB | Gedeeld met Duitsland | Intercity-Express             |

### Dieseltreinstellen - aanwezig in 2024
| Type    | Overbrenging     | Series                                      | Bouwjaar  | Exploitanten                   | Aantal aanwezig                               | Beveiliging                                    | Opmerkingen                                                           | Bijnaam |
| ------- | ---------------- | ------------------------------------------- | --------- | ------------------------------ | --------------------------------------------- | ---------------------------------------------- | --------------------------------------------------------------------- | ------- |
| LINT 41 | Mechanisch       | 21-45                                       | 2001-2005 | Arriva (formule Blauwnet)      | 25 tweewagenstellen                           | ATB-EG en ATB-NG                               | Treinstel 31 is in 2001 gesloopt.                                     |         |
| GTW     | Dieselelektrisch | 228-233, 237-244, 301-327, 334-336, 345-351 | 2006      | Arriva Noordelijke Nevenlijnen | 51 (14 tweewagenstellen, 37 driewagenstellen) | ATB-EG en ATB-NG Indusi (sommige treinstellen) | De treinen met Indusi zijn geschikt om naar het Duitse Leer te rijden | Spurt   |
| GTW     | Dieselelektrisch | 276-281, 382-391                            | 2007-2009 | Arriva Limburg                 | 16 (6 tweewagenstellen, 10 driewagenstellen)  | ATB-EG en ATB-NG                               | Ex-Veolia 7201-7206 en 7351-7360                                      | Velios  |
| GTW     | Dieselelektrisch | 252-264, 365-375                            | 2012      | Arriva Gelderland              | 24 (14 tweewagenstellen, 10 driewagenstellen) | ATB-EG en ATB-NG                               |                                                                       | Spurt   |
| GTW     | Dieselelektrisch | 5041-5049                                   | 2012      | Hermes (formule Breng)         | 9 driewagenstellen                            | ATB-EG, ATB-NG en ATB-VV                       |                                                                       |         |

### Dieseltreinstellen - vroegere typen
| Type                              | Series                     | Bouwjaar          | Exploitanten                   | Aantal aanwezig                         | Beveiliging      | Opmerkingen | Bijnaam                                       |
| --------------------------------- | -------------------------- | ----------------- | ------------------------------ | --------------------------------------- | ---------------- | --- | --------------------------------------------- |
| Mat '34                           | 11-50 (DE 3)               | 1934              | NS                             | 40 driewagenstellen                     | Geen             | museumtreinstel is: 27 | Dieseldrie Vliegende Hollander                |
| Mat '40                           | 51-68 (DE 5)               | 1940-1941         | NS                             | 18 vijfwagenstellen                     | Geen             | alle afgevoerd, geen museummaterieel | Dieselvijf                                    |
| Directierijtuig                   | 20 (DE 1)                  | 1954              | NS                             | 1 motorrijtuig                          | ATB-NG           | museumrijtuig is: 20 (ATB-NG is ingebouwd tijdens revisie in 2005) | Kameel                                        |
| Plan X                            | 21-50 (DE 1) 61-106 (DE 2) | 1953-1955         | NS                             | 30 motorrijtuigen + 46 tweewagenstellen | Geen             | verbouwd tot 161-186 of afgevoerd tot 1985; museumrijtuig is: 41 | Blauwe Engel                                  |
| Plan X                            | 161-186 (DE 2)             | 1975 en 1977-1981 | NS, Syntus-Oostnet, Connexxion | 26 tweewagenstellen                     | ATB-EG           | verbouwd uit 61-106, museummaterieel zijn: 179, 180 en 186 |                                               |
| Nederlands-Zwitsers TEE-treinstel | 1001-1003 (DE 4)           | 1957              | NS / SBB                       | 3 + 2 vierwagenstellen                  | Geen             | alle zijn na buitendienststelling in 1974 verkocht naar Canada; vijf bakken zijn sinds juni 2006 in Zwolle opgeslagen, later verhuisd naar de Dijksgracht in Amsterdam en zijn sinds 2021 van het Nederlands Transport Museum.                            | TEE                                           |
| Plan U                            | 111-152 (DE 3)             | 1960-1963         | NS                             | 42 driewagenstellen                     | ATB-EG           | 6 stellen verkocht naar BRKS in Slowakije na beëindiging personenvervoer in 2008 nu ook buiten dienst; 4 stellen zijn aan Roemenië verkocht; museumtreinstellen zijn: 114, 115, 121 en 151                                                                | Dieseldrie, Rode Duivel                       |
| DH 1                              | 3100                       | 1983              | NS, NoordNed, Arriva, Veolia   | 19 motorrijtuigen                       | ATB-EG           | buiten dienst sinds 2008; zijn naar diverse landen (Polen, Roemenië, Argentinië) verkocht | Wadloper, Wadfietser, Veenexpress, Maashopper |
| DH 2                              | 3200                       | 1981-1982         | NS, NoordNed, Arriva, Veolia   | 31 tweewagenstellen                     | ATB-EG           | buiten dienst sinds 2008; zijn naar diverse landen (Polen, Roemenië, Argentinië) verkocht | Wadloper, Maashopper                          |
| DM '90                            | 3400 (Syntus: 50-61)       | 1996-1998         | NS (tot 2012 ook Syntus)       | 53 tweewagenstellen                     | ATB-EG en ATB-NG | buiten dienst sinds 2017; 1 afgevoerd en 32 verkocht aan de Stowarzyszenie Kolejowych Przewozów Lokalnych (SKPL) in Polen. Overige 16 stellen zijn verkocht aan Brouwers Techniek in Blerick. Laatste 4 stellen worden gesloopt; 3426 is museumtreinstel. | Buffel                                        |

## Rijtuigen

### Rijtuigen - aanwezig in 2024
| Type      | Series | Bouwjaar            | Exploitanten     | Aantal aanwezig | Opmerkingen        | Bijnaam |
| --------- | ------ | ------------------- | ---------------- | --------------- | ------------------ | ------- |
| ICR-1/2/4 |        | 1980-1982 1986-1988 | NS               | 273             | Intercityrijtuigen |         |
| ICR-3     |        | 1986-1987           | NS International | 67              | Beneluxtrein       |         |

### Rijtuigen - vroegere typen (gebouwd na 1945)
| Type                        | Series                                            | Bouwjaar  | Exploitanten | Aantal aanwezig | Opmerkingen                                                                                                  | Bijnaam |
| --------------------------- | ------------------------------------------------- | --------- | ------------ | --------------- | --- | ------- |
| Stroomlijnpostrijtuig (Pec) | 901-921, 922-936                                  | 1938-1950 | NS           | 36              | museumrijtuig is: Pec 8502 (ex-902)                                                                          |         |
| Stalen D                    | 301-399                                           | 1932-1948 | NS           | 45              | bagagewagens                                                                                                 |         |
| Plan D                      | AB 7701-7720 C 7801-7840 RD 7651-7660             | 1950-1951 | NS           | 70              | museumrijtuigen zijn: A 7704, A 7705, A 7709, B 7838, RD 7658 en RD 7659                                     |         |
| Plan C                      | P 7911-7920                                       | 1952      | NS           | 10              | postrijtuigen; museumrijtuig is: P 7920                                                                      |         |
| Plan E                      | B 6501-6546 C 6601-6714 CKD 6901-6926 P 7921-7930 | 1954-1956 | NS           | 186             | museumrijtuigen zijn: C 6609, C 6703, C 6712, CKD 6904, CKD 6906, CKD 6908, CKD 6910 en CKD 6922             |         |
| Plan L                      | P 7931-7943                                       | 1958      | NS           | 13              | postrijtuigen; museumrijtuig is: P 7940                                                                      |         |
| Plan K                      | AB 7351-7380                                      | 1957-1958 | NS           | 30              | museumrijtuigen zijn: AB 7355, AB 7359, AB 7367, AB 7370, AB 7376, AB 7377 en AB 7378                        |         |
| Plan N                      | B 7001-7025                                       | 1958-1959 | NS           | 25              | ligrijtuigen; alle afgevoerd, geen museummaterieel                                                           |         |
| Plan O                      | L 7889-8909                                       | 1957-1961 | NS           | 30              | dit rijtuig is nooit gebouwd                                                                                 |         |
| Plan W                      | B 4101-4124 50 84 21-37 501-7 - 532-2             | 1966-1968 | NS           | 24 + 26         | B 4101-4124 voor Beneluxdienst; museumrijtuigen zijn: B 4118, 21-37 455 en 21-37 457                         |         |
| K4                          | BDs 4930/0494                                     | 1998      | NS           | 19 + 64         | dienst tussen Maastricht en Den Haag CS                                                                      |         |
| M2                          | BDs 3450/4938                                     | 1985      | NS           | 29 + 74         | dienst tussen Vlissingen en Zwolle                                                                           |         |
| ICK                         |                                                   | jaren 70  | NS           | 150             | ex-DB; buiten dienst sinds 2009                                                                              |         |
| Avmz                        |                                                   | 1973-1974 | NS           | 10              | ex-NS Int.; in 2010 verkocht aan DB                                                                          |         |
| ICL                         |                                                   | 1988-1993 | NS           | 44              | geleased van de DB; in 2010 weer retour                                                                      |         |
| DDM-1                       |                                                   | 1984-1986 | NS           | 75              | buiten dienst sinds 2012; herindienststelling vanaf september 2016, uiteindelijk per december 2019 afgevoerd |         |
| DD-AR                       | 7300, 7400, 7800                                  | 1991-1998 | NS           |                 | |         |

### Toegankelijkheid tijdens het rijden
Meestal kan men bij een trein met rijtuigen door de hele trein lopen tijdens het rijden ('bakovergang', doorloop tussen de bakken). Bij een trein die uit treinstellen bestaat kan men alleen door één treinstel lopen. sinds 31 oktober 2005 ook in de treinen met oorspronkelijk een doorloopkop, deze is na het buitengebruik nemen eerst onbruikbaar gemaakt en later bij modernisering verwijderd).
De flexibele verbindingen tussen de bakken (vouwbalg, harmonicasluis) zijn zo gemaakt dat men deze veilig en droog kan passeren. Vaak is er aan weerszijden een schuifdeur. Bij alle treinen met bouwjaar 2006 of later is de doorgang breed en zonder deuren.